# 애플 디스플레이 단자
애플 디스플레이 단자(Apple Display Connector, ADC)는 DVI 단자의 수정 단자이며, 아날로그 및 디지털 영상 신호, USB, 전력을 한 케이블에 합쳐 놓은 것이다. 애플사는 표준 DVI 단자는 후반 모델에 사용하기로 결정하기까지 LCD 기반의 애플 시네마 디스플레이와 마지막 CRT 디스플레이에 ADC를 사용하였다. 애플과 다른 회사의 어댑터를 통해 VGA를 ADC로, DVI를 ADC로 전환한다.
2000년 7월 파워맥 G4와 파워맥 G4 큐브에 처음 도입되었으며, 애플이 별도의 DVI, USB, 파이어와이어 단자와 자체 전원 공급장치를 갖춘 알루미늄 케이스의 20인치, 23인치, 30인치 애플 시네마 디스플레이를 소개하던 2004년 6월에 사라졌다. ADC는 2005년 4월까지 파워맥 G5에 여전히 표준으로 적용되었다. 싱글 프로세서 파워맥 G5는 2005년 6월부터 더 이상 생산하지 않는다.

## 같이 보기
- 애플 디스플레이